# Швиткін Юрій Миколайович
Юрій Миколайович Швиткін (рос. Юрий Николаевич Швыткин; нар. 24 травня 1965) - російський військовий, державний діяч і політик. Депутат Держдуми РФ VII скликання. Член фракції "Єдина Росія" і заступник голови комітету з питань оборони Держдуми. Член Президії політради Красноярська обласна організація єдиної Росії, член Красноярського обласного штабу Всеросійського народного фронту.

## Біографія
У 1986 він отримав вищу військову освіту у військовій і політичній спеціальності після закінчення факультету повітряно-десантних військ Новосибірської вищої військової та політичної загальної школи озброєнь імені 60-річчя великого жовтня. У 1999, він пройшов перепідготовку і отримав спеціальність як Організатор правоохоронних органів в Академії управління МВС Росії. Після закінчення військової школи, з 1986 по 1992 працював заступником командира компанії, командиром окремої розвідувальна компанії, заступником командувача десантників у 78-му гвардійського відділення. Виконував особливі завдання в Азербайджані, Киргизстані, Литві та Вірменії.
З 1992 по 2001 він служив у органах МВС Красноярського краю. Перший начальник штабу батальйону Позавідомчого захисту, потім, з 1993, він служив у спеціальному загін швидкого реагування (СОБР) управління з боротьби з організованою злочинністю Красноярського регіону як командир підрозділу, пізніше служив командувачем ОМОНу в Красноярському краї. У 1995-1996 він брав участь у бойових дій на території Чеченської Республіки. Полковник поліції.
У 2001. він балотувався на збірку з виборчого блоку "за лебедя". Він був обраний заступником законодавчої Асамблеї Красноярського краю. У 2007 він працював на списках партії "Єдина Росія" в Асамблеї регіону, після того, як розподіл мандатів став заступником законодавчої Асамблеї Красноярського регіону. Він був членом парламентського комітету з питань законності та захисту прав громадян і комітету освіти, науки і культури.
У 2011 він балотувався у законодавчій Асамблеї партії "Єдина Росія" в одномандатній окрузі No 6, і був обраний членом законодавчої Асамблеї Красноярського регіону.
У вересні 2016 року він балотувався в єдину Росію в одномандатний округ No 54, і був обраний членом Держдуми VII.

## Санкції
Юрій Швиткін голосував за постанову № 58243-8 «Про звернення Державної Думи Федеральних Зборів Російської Федерації до Президента Російської Федерації В.В. Путіна про необхідність визнання Донецької Народної Республіки та Луганської Народної Республіки», є підсанкційною особою багатьох країн світу.
7 вересня 2022 року доданий до санкційного списку України.

## Сім'я
Одружений, має сина та доньку. 
Син - нині є офіцером-десантником.